# کاسارخس
کاسارخس (به اسپانیایی: Casarejos) یک دهستان اسپانیا است که در استان سریا واقع شده‌است.

## خصوصیات
کاسارخس ۲۸ کیلومترمربع مساحت و ۲۵۶ نفر جمعیت دارد.